# Пан (супутник)
Пан (лат. Pan, грец. Πάν) — другий за віддаленістю від планети природний супутник Сатурна. Його відкрив 16 липня 1990 року Марк Шоуолтер за фотознімками космічного апарата «Вояджер-2». Отримав тимчасове позначення S/1981 S 13. Його також позначають Сатурн XVIII.
У грецькій міфології Пан — бог лісів і полів, заступник пастухів, бог отар овець, син Гермеса і брат Дафніса; зображувався у вигляді людини з рогами, цапиними ногами і цапиною бородою
Пан розташований у межах проміжку Енке (Encke Gap) кільця A. Це супутник-пастух, який «відповідає» за збереження проміжку Енке. Його поле тяжіння робить хвильові картини у кільцях, які вказали на присутність Пана і призвели до повторного дослідження фотографій «Вояджера-2» передбаченого місця розташування супутника.
Джефрі Куззі і Джефрі Скаргл передбачили існування цього супутника у 1985 році. Після цього, у 1986 році М. Р. Шоуолтер і його команда вивели його орбіту, змоделювавши гравітаційні збурення. Вони досягли дуже точного передбачення: довжина великої півосі 133 603±10 км і маса 5—10 × 10−12 маси Сатурна і показали, що це єдиний супутник у межах проміжку Енке. Фактична довжина великої півосі 133 583 кілометри і маса 2,7×1015 кг або 4,7×10−12 маси Сатурна, яка становить 5,688 × 1026 кг.
Супутник пізніше був знайдений у межах 1° від передбаченого положення. Пошук був здійснений із використанням зображень «Вояджера-2» і комп'ютерних розрахунків, щоб передбачити, чи буде супутник видимим при певних умовах. На кожному зображенні з роздільною здатністю бл. 50 км/піксель добре видно Пан. Загалом таких зображень було 11.
Пан має діаметр бл. 30 кілометрів, період обертання 0,57505073 діб, нахил орбіти 0,007±0,002° до екватора Сатурна, ексцентриситет орбіти 0,00021±0,00008.
У Сонячній системі є також астероїд 4450 Пан.